# Justinijanova kuga
Justinijanova kuga je pandemija koja zahvaća Bizantsko Carstvo, a potom i ostatak znanog svijeta 541. – 542. godine. Povjesničari danas smatraju da je to bila prva pandemija bubonske kuge koja je postala puno poznatije pod imenom Crna smrt. Suvremeni povjesničari su nazvali ovu kugu po istočnom rimskom caru Justinijanu I. koji je vladao u tome razdoblju. Justinijan se bio i zarazio, ali je bio među rijetkima sretnicima koji su preboljeli tu bolest.

## Epidemija
Smatra se da je izvor epidemije bio u Etiopiji ili Egiptu i da su brodovi koji su dovozili žito iz Egipta u Carigrad dovezli i bolesne štakore koji su zarazili grad. Sljedeća u nizu su bila velika žitna spremišta u kojima se populacija štakora i buha neometano razmnožavala. Iz Carigrada epidemija će se proširiti po cijeloj Europi do Danske i Irske, Sjevernoj Africi, Bliskom Istoku, Perziji i Južnoj Aziji.
Bizantski pisac Prokopije koji je živio tijekom epidemije piše da su prve vijesti o epidemiji stigle iz grada Pelusiuma, nedaleko od Sueza. Kasnije je zabilježio da je od epidemije u Carigradu svakog dana preminulo 10.000 ljudi, dok s druge strane moderni povjesničari spominju brojku od 5000 mrtvih svakog dana tijekom vrhunca epidemije. U takvoj situaciji nije bilo dovoljno mjesta za pokopati mrtve, pa su tijela bila ostavljena na otvorenom. Bizantski pravni sistem se našao u problemima zbog sređivanja pitanja nasljeđivanja tako da je Justinijan donio nove zakone kako bi barem to bilo riješeno. Smatra se da je epidemija ubila možda čak i 40 % stanovnika Carigrada, kao i četvrtinu stanovnika Bizantskog Carstva. Nakon svog prvog smrtonosnog pohoda 541. – 542. godine ova epidemija će postati pandemija koja se vraća svaku generaciju sve do 750. godine. U svojim smrtonosnim pohodima ona će ubiti 100 milijuna stanovnika naše planete. Taj broj će neki povjesničari kao Josiah C. Russell još podignuti smatrajući da je europska populacija izgubila 50 %- 60 % stanovnika ovom pandemijom .
Justinijanova kuga je zadnje pandemija klasičnog razdoblja, a za novu će se trebati pričekati do 14. stoljeća i pojave Crne smrti.

## Političke posljedice
Tijekom prvog dijela Justinijanove vladavine dolazi do pokušaja oslobađanja Zapadnih prefektura Rimskog Carstva. U kratkom vremenskom periodu od samo 7 godina (533. – 540.) rimska vojska uspješno napada kraljevstvo Vandala, a potom i kraljevstvo Ostrogota. U tim ratovima ona oslobađa Rimsku Afriku, Sardiniju, Korziku, Siciliju, Dalmaciju i svu Italiju južno od rijeke Po. Nakon izbijanja epidemije Carstvo osim gubitaka u ljudstvu gubi i porezne prihode s kojima je financirana vojska tako da se praktički dobiveni rat mijenja u duge iscrpljujuće borbe koje će trajati još 15 godina i s kojima će umrijeti ideja o oslobađanju svih provincija koje se nalaze u rukama barbara. 
Druga potencijalna nuspojava je pojava Arapa koji u sedmome stoljeću ujedinjeni muslimanskom vjerom napadaju Bizant i Perziju oslabljene manje međusobnim ratovima nego Justinijanovom kugom i pobjeđuju u kasnijim bizantsko-arapskim ratovima .
Treća nuspojava je što je širenje bolesti diljem lučkih gradova po Sredozemlju dalo Gotima nove mogućnosti u ratu protiv Bizanta. Kuga je oslabila Bizant do te mjere da kad su Justinijanove vojske praktično vratile cijelu Italiju i zapadnu sredozemnu obalu. Smatra se da bi ta osvajanja reformirala Zapadno Rimsko Carstvo i ujedinila ga s Istočnim pod jednim vladarom po prvi put nakon 395. godine. 